# Desnjak
Desnjak je naselje v Občini Ljutomer. Naselje leži na Štajerskem, a je del Pomurske statistične regije.
Mekotnjak, Stara Cesta, Desnjak in Cezanjevci so po zgodovinskih, prostorskih in političnih razmerah že od nekdaj povezana. Vsa se nahajajo v občini Ljutomer, delijo si skupno pokopališče, šolo in nekatere zgodovinske dogodke. Stara Cesta in Mekotnjak imata tudi skupen gasilski dom in sta z Desnjakom v isti krajevni skupnosti.
V kraju stoji obcestno znamenje, posvečeno Devici Mariji. Zgrajena je bila leta 1889 in prenovljena leta 1994.